# Criptografia baseada na identidade
Criptografia Baseada na Identidade ou Criptografia Baseada em Identidade (do inglês, IBE - Identity-Based Encryption) é um tipo de criptografia de chave pública na qual a chave pública estará em função de algumas informações exclusivas sobre a identidade do usuário. Um esquema proposto por Shamir em 1984, foi pioneiro no que diz respeito à Criptografia Baseada na Identidade, o esquema permite uma comunicação segura e sem necessidade de utilizar certificados digitais fornecidos por uma autoridade certificadora.

## Modelo Alternativo
No modelo da Criptografia de chave pública, requer-se um par, com uma chave pública e uma chave privada.
A solução mais comum para o compartilhamento de chaves é uma ICP (Infraestrutura de Chaves Públicas), em que um certificado digital opera para criptografar o texto ou para gerar uma assinatura digital, um modelo de alta complexidade e de alto custo.
A Criptografia Baseada na Identidade, ao lado da criptografia auto certificada e da criptografia sem certificado, constituem os denominados Modelos Alternativos que buscam igual segurança e eficiência, mas de maneira mais simples e menos custosas, dispensam a necessidade de ICP.

## História
O modelo foi iniciado por Shamir, em 1984, com uma proposta de comunicação segura, sem a necessidade de utilizar certificados digitais fornecidos por uma autoridade certificadora.
Precisou-se de quase duas décadas para que outros modelos pudessem despertar o interesse da indústria com algoritmos mais eficientes e demonstrados seguros, panorama criado somente em 2001, com as propostas de dois criptossistemas baseados na identidade: um proposto por Clifford Cocks, fundamentado em resíduos quadráticos, e outro por Boneh e Franklin, baseado em emparelhamentos bilineares. Este ganhou notoriedade pela eficiência e segurança e se colocou presente em diversos produtos disponíveis no mercado.
Os criptossistemas hierárquicos baseados em identidades surgiram em seguida, conforme detalhados em Gentry e Silverberg 2002 e, posteriormente Yao et al. 2004, Boneh et al. 2007 e Chatterjee e Sarkar 2007.
As implementações com hierarquia de autoridades se justificam não apenas porque reduzem a sobrecarga e responsabilidade sobre uma autoridade centralizada, mas também porque são uma proposta para eliminar a característica de custódia de chaves. Ainda assim, passaram a acrescentar melhorias em várias frentes como aumento do nível de segurança com demonstrações sem a hipótese de oráculos aleatórios Waters 2005, redução do tamanho da chave em Naccache 2007, aumento da velocidade do cálculo de emparelhamento em Fan et al. 2008. 

## Estrutura
O esquema básico da Criptografia Baseada na Identidade é composto por quatro fases: INICIALIZA, EXTRAI, CIFRA e DECIFRA. Conforme Baek 2004, essas fases são definidas da seguinte forma:
- INICIALIZA: O PKG (Private Key Generator – em português, gerador de chave privada) cria o par de chaves privada sk[PKG] e pública pk[PKG].
- EXTRAI: Bob se autentica com o PKG e obtém a chave privada sk[ID-Bob] que é associada à sua identidade [ID-Bob].
- CIFRA: Utilizando a identidade do Bob, [ID-Bob] , e pk[PKG], Alice cifra a sua mensagem M (que é um texto plano) e obtém o texto cifrado C.
- DECIFRA: Recebendo o texto cifrado C de Alice, Bob decifra a mensagem M através da sua chave privada sk[ID-Bob]

## Vantagens
- A identidade pode ser informada pelo próprio usuário aos seus parceiros e não há a obrigatoriedade de manutenção de diretórios de chaves;
- Não necessita de um repositório para armazenamento de chaves públicas;
- Custo computacional reduzido;
- Permite a implementação dos modelos hierárquicos;
- Permite assinaturas Curtas;
- Permite assinaturas em Grupo;
- Permite assinaturas em Anel;
- Permite a implementação de disponibilidade condicional.

## Desvantagens
- A característica da custódia de chaves;
- A necessidade de um canal seguro para distribuição das chaves secretas;
- Problemas com a possibilidade de revogação de identidades;